# Franz Abbé
Max Robert Franz Abbé (auch Abbe, Abbee; * 28. November 1874 in Nauen; † 12. Januar 1936 in Berlin) war ein deutscher Kunstturner und Architekt.

## Leben
Franz Abbé war neben Gustav Felix Flatow, Carl Schuhmann, Fritz Manteuffel, Karl Wiegand, Adolf Tannert, Richard Genserowski und weiteren Personen Mitglied des Berliner Turner-Vereins von 1850 e.V., der seinen ersten Sitz im heutigen Berliner Ortsteil Kreuzberg hatte. Im Jahr 1900 nahm Abbé mit den genannten Sportlern an den Olympischen Sommerspielen in Paris teil und belegte in der Kategorie Einzel-Mehrkampf den 77. Platz.
Im Jahr 1904 führt das Adressbuch von Berlin und seinen Vororten Abbé als ausgebildeten Architekten, der im damaligen Berliner Vorort Karlshorst wohnte und arbeitete. Der Eintrag lautete Abbé, Franz; Architekt, Karlshorst, Hentigstraße 43.
Zu Beginn des 20. Jahrhunderts erhielt Abbé den Auftrag, für den Friedrichshagener Ruderverein ein Bootshaus zu entwerfen. Ein am Ufer der Müggelspree vorhandenes Gebäude einer Schneidemühle (Hahns Mühle) sollte durch ein Gasthaus mit angebautem Bootshaus auf der Wasserseite ersetzt werden. Zwischen 1910 und 1914 erfolgten die Bauarbeiten, spätere Umbauten und Ergänzungen führte Bruno Buch zu Beginn der 1930er Jahre aus.
Mindestens ein weiterer konkreter Bauauftrag für Franz Abbé ist nachgewiesen: er errichtete im Berliner Vorort Wilmersdorf auf dem Grundstück Wittelsbacher Straße 13 ein vieretagiges Wohn-Mietshaus.
Abbé benannte seine Firma nach erfolgreichem Start im Großraum der deutschen Hauptstadt in Büro für Bauleitung, technisches Gutachten, Beratung pp um und befand sich nun in der Hentigstraße 9, weiterhin in Karlshorst.
Später änderte er den Firmennamen in Franz Abbé, Büro für Bauleitung und Ausführung. Auch in den Folgejahren blieb er in Karlshorst ansässig.
Im Jahr 1927 heiratete Franz Abbé in Berlin die 20 Jahre jüngere Albertine Julie Charlotte Gobert (geboren 1895 in Berlin).
In den 1930er Jahren wandelte Abbé sein Büro in eine GmbH um und bezog in Karlshorst Geschäftsräume in der Treskowallee 92. Das Unternehmen hieß fortan Franz Abbé Bauausführungen GmbH.
Abbé starb 1936 im Alter von 61 Jahren in seiner Wohnung in Berlin-Karlshorst. Nach seinem Tod übernahm seine Ehefrau die Führung des Baugeschäfts. Allerdings gab sie die Firma bald auf, denn im Jahr 1940 wohnte sie in Berlin NW 21 (Berlin-Moabit) in der Waldenserstraße 6., die Geschäftsadresse in Karlshorst erschien nicht mehr.

## Bauten (Auswahl)

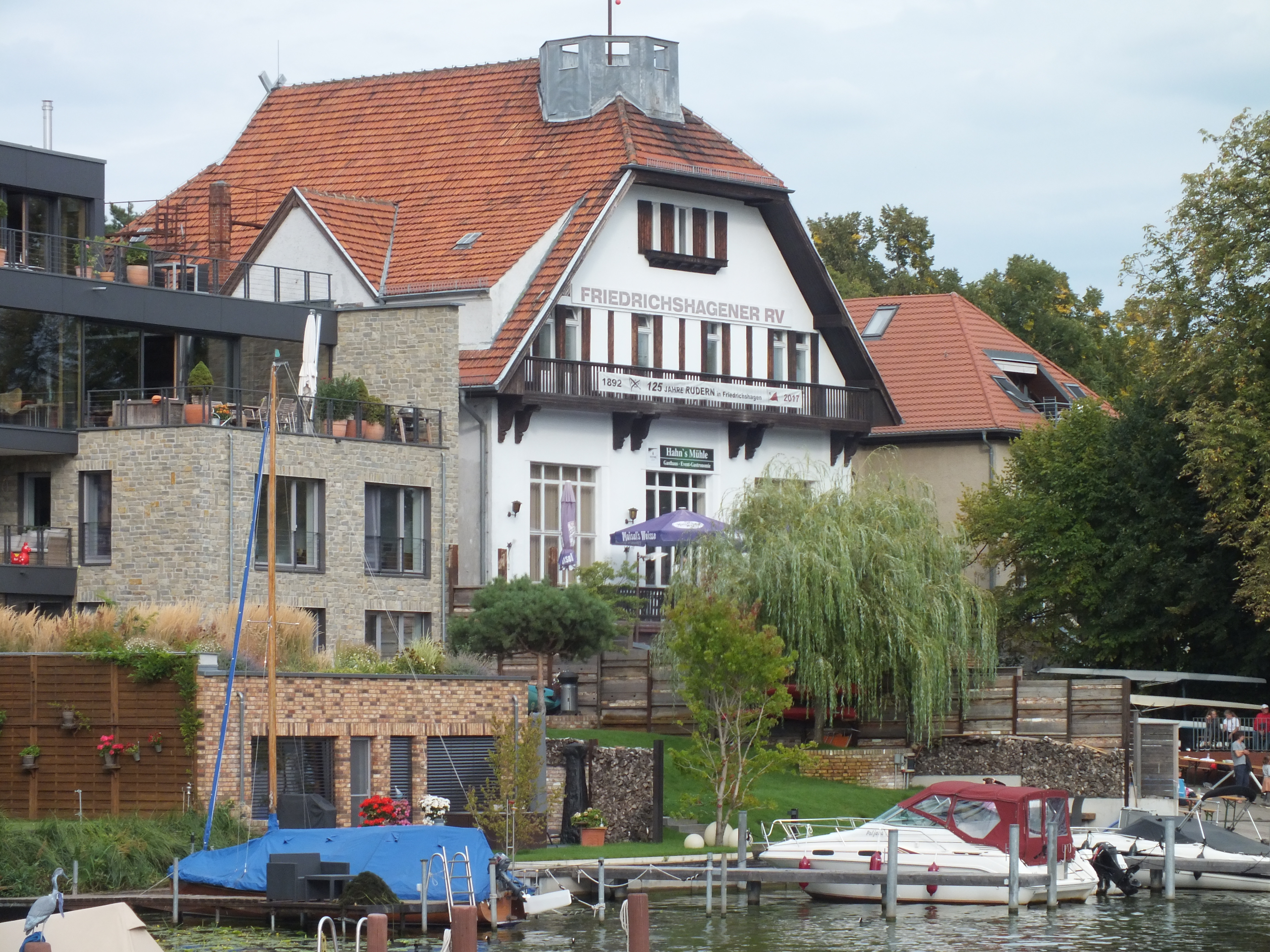
Bootshaus in Friedrichshagen, 2018

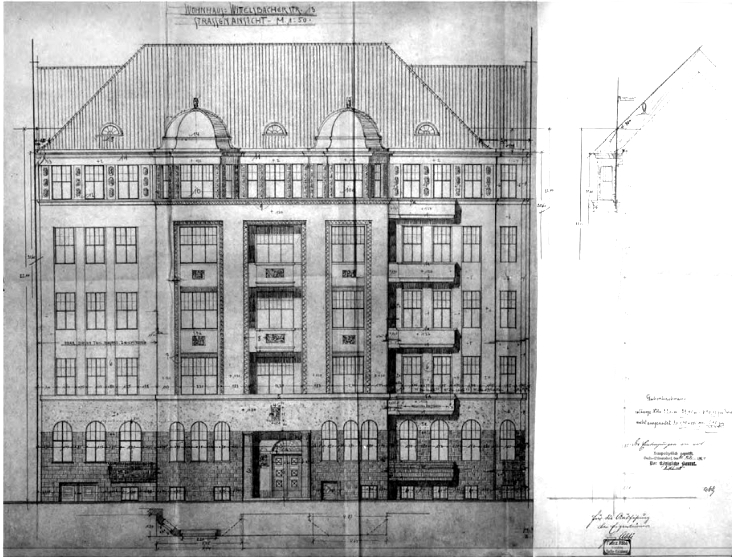
Fassade Wittelsbacher Straße 13

- 1912–1914: Das Bootshaus für den 1892 gegründeten Friedrichshagener Ruder-Verein, 1914 eingeweiht, geht auf Entwürfe von Franz Abbé zurück.[13] Das Bootshaus ist erhalten, wird weiter von Rudermannschaften genutzt und steht unter Denkmalschutz.
- 1914: Mietshaus in Berlin-Wilmersdorf, Wittelsbacher Straße 13. Hier war der Architekt Eigentümer und hatte unter anderem den damaligen Studenten Albert Einstein als Mieter in der dritten Etage des Hauses.[14]